# Phyllodonta snelleni
Phyllodonta snelleni är en fjärilsart som beskrevs av Druce 1891. Phyllodonta snelleni ingår i släktet Phyllodonta och familjen mätare. Inga underarter finns listade i Catalogue of Life.